# Mramorna špilja
Mramorna špilja (alb. Shpella e Gadimës) je špilja u selu Donje Gadimlje u općini Lipljan, na Kosovu. Nalazi se zapadno od padina planine Žegovac, oko 20 kilometara južno od Prištine.

## Prirodna obilježja
Špilja je nastala vrlo rijetkim fenomenom - krški se proces događao u mramoru, koji je nastao metamorfozom vapnenca, jer je usječen u mramor. Sastoji se iz tri razine, ukupne dužine 1260 metara. Oko tri metra ispod srednjeg kanala protječe rijeka Klisur, a na samom dnu špilje oblikovala su se brojna jezerca, od kojih su neka dubine i do deset metara. Izdvaja se i nekoliko galerija — „Ulazna“, „Zapadna“, „Istočna“ i „Sjeverna“. Također, tu su i „Dugi“ i „Plavi kanal“, ali i „Dolina suza“. Zanimljivost i specifičnost su boje tavanica i nakita koje se kreću od bijele, preko žute, nijansi plave i prema crvenoj, kao i aragonitski nakiti u „Sjevernoj galeriji“. Temperatura špilje je stalna i iznosi 12—15°C, dok je vlažnost zraka oko 100%. Bila je skoro u potpunosti zatrpana muljem i blatom prije otkrića.

## Turizam
Mramorna špilja je otkrivena 1966. godine, a za posjetitelje je uređena i otvorena 1976. Dužina kanala koja je turistički valorizirana je oko 440 metara. Brojni kanali i dijelovi špilje su još uvijek nepoznanica i nedovoljno su istraženi. Zbog svoje specifičnosti i jedinstvenosti zaštićena je Zakonom kao spomenik prirode.